# Electric Insoles
Electric Insoles è un cortometraggio muto del 1910 diretto da Gilbert M. 'Broncho Billy' Anderson.

## Produzione
Il film fu prodotto dalla Essanay Film Manufacturing Company. Venne girato nel Colorado, a Denver<.

## Distribuzione
Uscì nelle sale cinematografiche USA il 12 gennaio 1910. Nelle proiezioni, veniva programmato con il sistema dello split reel, accorpato in un'unica bobina con un altro cortometraggio prodotto dall'Essanay, la commedia The Old Maid and the Burglar.